# Denis Zakaria
Denis Lemi Zakaria Lako Lado, född 20 november 1996 i Genève, är en schweizisk fotbollsspelare som spelar för AS Monaco. Han representerar även Schweiz fotbollslandslag.

## Klubbkarriär
Den 9 juni 2017 värvades Zakaria av Borussia Mönchengladbach, där han skrev på ett femårskontrakt.
Den 31 januari 2022 värvades Zakaria av Juventus, där han skrev på ett 4,5-årskontrakt. Den 1 september 2022 lånades Zakaria ut till Chelsea på ett låneavtal över säsongen 2022/2023, med en option att göra övergången permanent.
Den 14 augusti 2023 värvades Zakaria av AS Monaco, där han skrev på ett femårskontrakt.